# Сафронов, Николай Васильевич
Николай Васильевич Сафронов (род. 8 мая 1940) — советский гребец. Мастер спорта СССР международного класса.
Представлял московское спортивное общество «Спартак».
Двукратный чемпион СССР в двойке с рулевым (1964, 1965). Серебряный призёр чемпионата СССР 1961 года и бронзовый призёр 1966 года.
Чемпион Европы 1965 года в ФРГ в составе двойке с рулевым. Серебряный призёр чемпионата Европы 1964 года в Нидерландах (двойка с рулевым).
Участник Олимпийских игр 1964 года в Токио (четвёртое место).